# Stenaoplus bicolor
Stenaoplus bicolor är en stekelart som beskrevs av Heinrich 1968. Stenaoplus bicolor ingår i släktet Stenaoplus och familjen brokparasitsteklar. Inga underarter finns listade i Catalogue of Life.